# Копилово (Томський район)
Копило́во (рос. Копылово) — селище у складі Томського району Томської області, Росія. Адміністративний центр Копиловського сільського поселення.

## Населення
Населення — 2405 осіб (2010; 2396 у 2002).
Національний склад (станом на 2002 рік):
- росіяни — 93 %